# Tarascon-sur-Ariège
Tarascon-sur-Ariège is een gemeente in het Franse departement Ariège (regio Occitanie). De gemeente telde 3.060 inwoners op 1 januari 2022. De plaats maakt deel uit van het arrondissement Foix.

## Geschiedenis

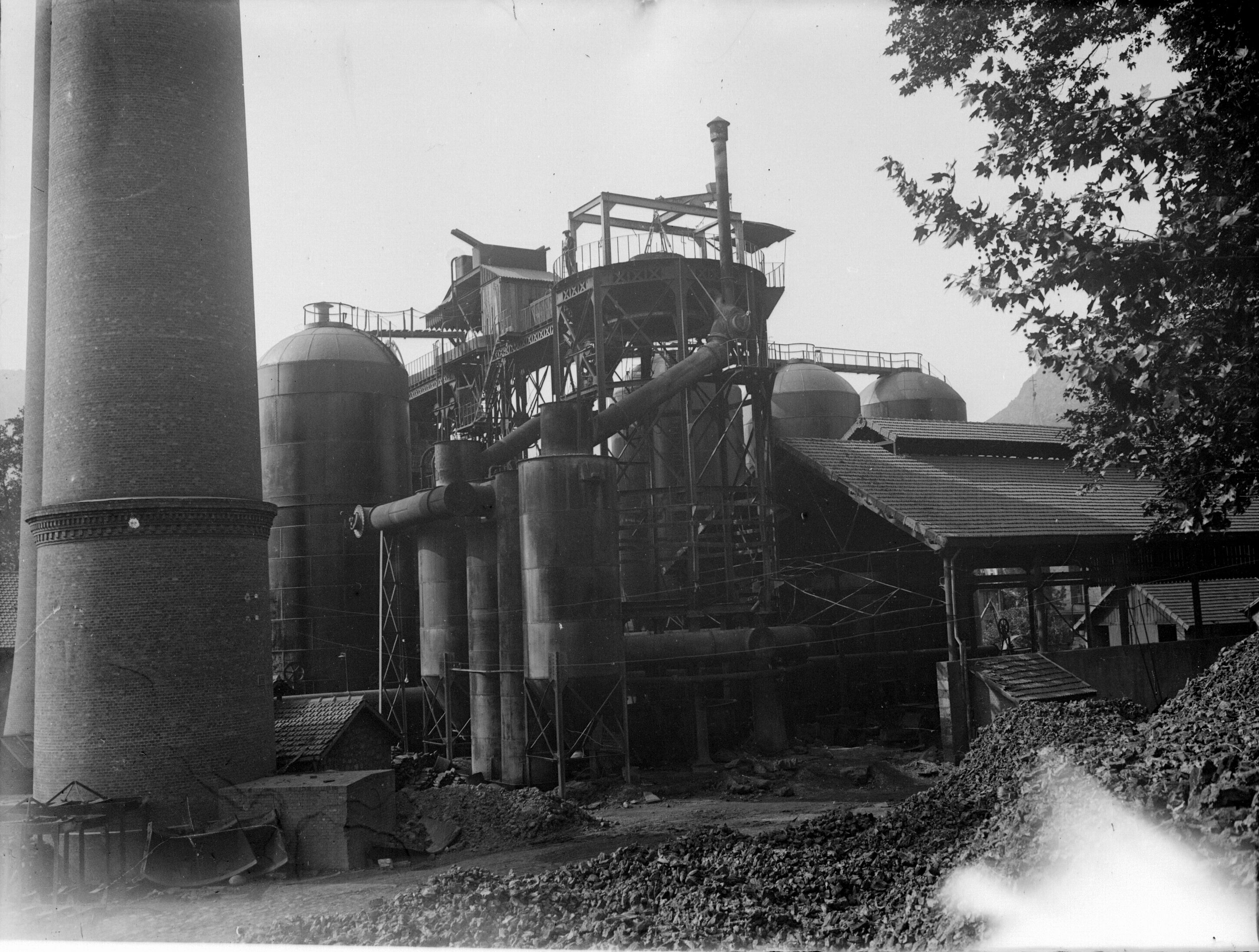
De hoogovens van Tarascon in 1909

In de middeleeuwen was Tarascon een ommuurde stad en een marktplaats. Tarascon was een van de vier belangrijkste steden van het graafschap Foix en werd bestuurd door verkozen consuls. In de 12e eeuw kwam er een nieuwe, grotere stadsmuur en een houten brug over de Ariège. In de 14e eeuw kwamen er wijken buiten de stadsmuur, Sainte-Quitterie en Saint-Jacques. De graaf van Foix had een kasteel in Tarascon. Tijdens de Hugenotenoorlogen kende de stad oorlogsgeweld. Na de synode van Sainte-Foix werd de kerk Saint-Michel in 1582 toegewezen aan de katholieken en de kerk Notre-Dame de la Daurade aan de protestanten. In 1599 werd de Notre-Dame de la Daurade weer katholiek. In 1632 werd het grafelijk kasteel afgebroken op bevel van kardinaal de Richelieu en koning Lodewijk XIII. Vanaf het einde van de 18e eeuw werden de stadsmuur en de stadspoorten gesloopt. In 1830 kwam er een stenen brug over de rivier.
In het verleden werd de stad meermaals getroffen door overstromingen, zoals in 1622 en 1772.
In de omgeving werd er gips en ijzererts gewonnen. In Tarascon werd dan ook plaaster geproduceerd en in 1867 kwamen er hoogovens. Op de Ariège waren er watermolens en langs de rivier ontwikkelde zich chemische industrie. Ook was er textielindustrie die de plaatselijke wol verwerkte. De hoogovens sloten in 1932.
Voor de arbeiders in de industrie werden speciale wijken gebouwd. De stad en haar industrie trokken immigranten aan: Italianen en Russische vluchtelingen in de jaren 1920, Spaanse vluchtelingen in de jaren 1930, Spanjaarden en Algerijnen in de jaren 1950 en Portugezen en Marokkanen in de jaren 1970. Door deze immigratie is 35% van de bevolking van vreemde origine.

## Geografie
De oppervlakte van Tarascon-sur-Ariège bedroeg op 1 januari 2022 8,65 vierkante kilometer; de bevolkingsdichtheid was toen 353,8 inwoners per km².
De gemeente ligt aan de samenloop van twee valleien die ontstaan zijn tijdens de ijstijden, de vallei van de Ariège en die van de Vicdessos. De samenvloeiing van beide rivieren gebeurt op 480 m hoogte. In de kalksteenrotsen bevinden zich verschillende grotten.
De onderstaande kaart toont de ligging van Tarascon-sur-Ariège met de belangrijkste infrastructuur en aangrenzende gemeenten.

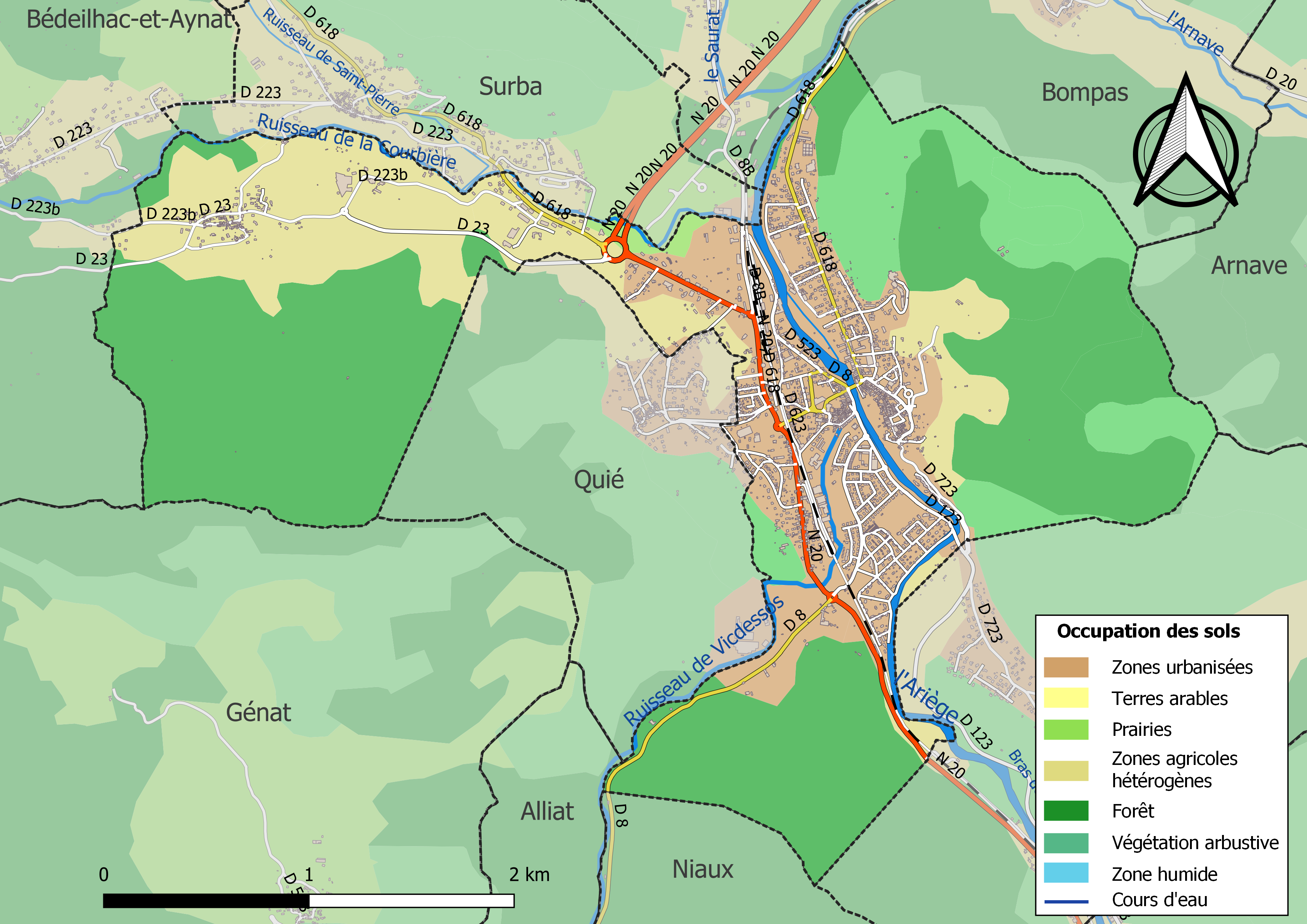

## Verkeer en vervoer
In de gemeente ligt spoorwegstation Tarascon-sur-Ariège.

## Sport
Veel bergetappes in de wielerkoers Ronde van Frankrijk passeerden door Tarascon-sur-Ariège. Desondanks was Tarascon-sur-Ariège tot dusver slechts één keer etappeplaats. In 1998 startte er de door de Belg Tom Steels gewonnen etappe naar Cap d'Agde.

## Demografie
Onderstaande figuur toont het verloop van het inwonertal (bron: INSEE-tellingen).

Vanwege een beveiligingsprobleem met de MediaWiki Graph-software is het momenteel niet mogelijk deze grafiek weer te geven. Zodra de software is bijgewerkt zal de grafiek vanzelf weer zichtbaar worden.

## Bezienswaardigheden
In de gemeente ligt het Parc pyrénéen de l'art préhistorique, een museum met prehistorische kunst. Andere bezienswaardigheden zijn:
- Tour Saint-Michel, een overblijfsel van het afgebroken grafelijk kasteel
- Tour du Castella (1775)
- Porte intérieure du Morou (14e eeuw)
- Porte d’Espagne
- Kapel Notre-Dame de Sabart (11e eeuw) met een 14e-eeuws mariabeeld
- Kerk Notre-Dame de la Daurade (16e eeuw)
- Kerk Saint-Quitterie (1793)

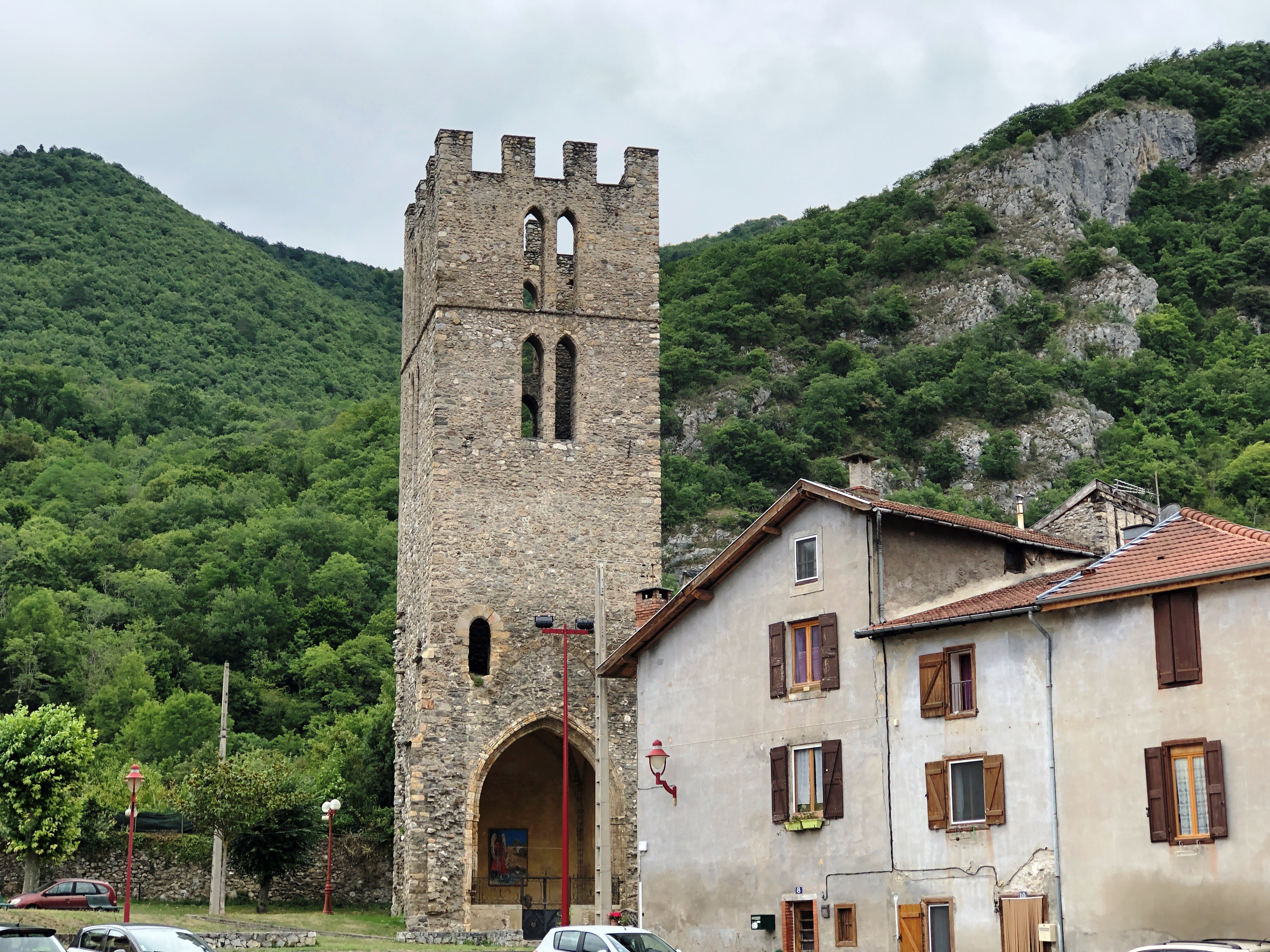
Tour Saint-Michel
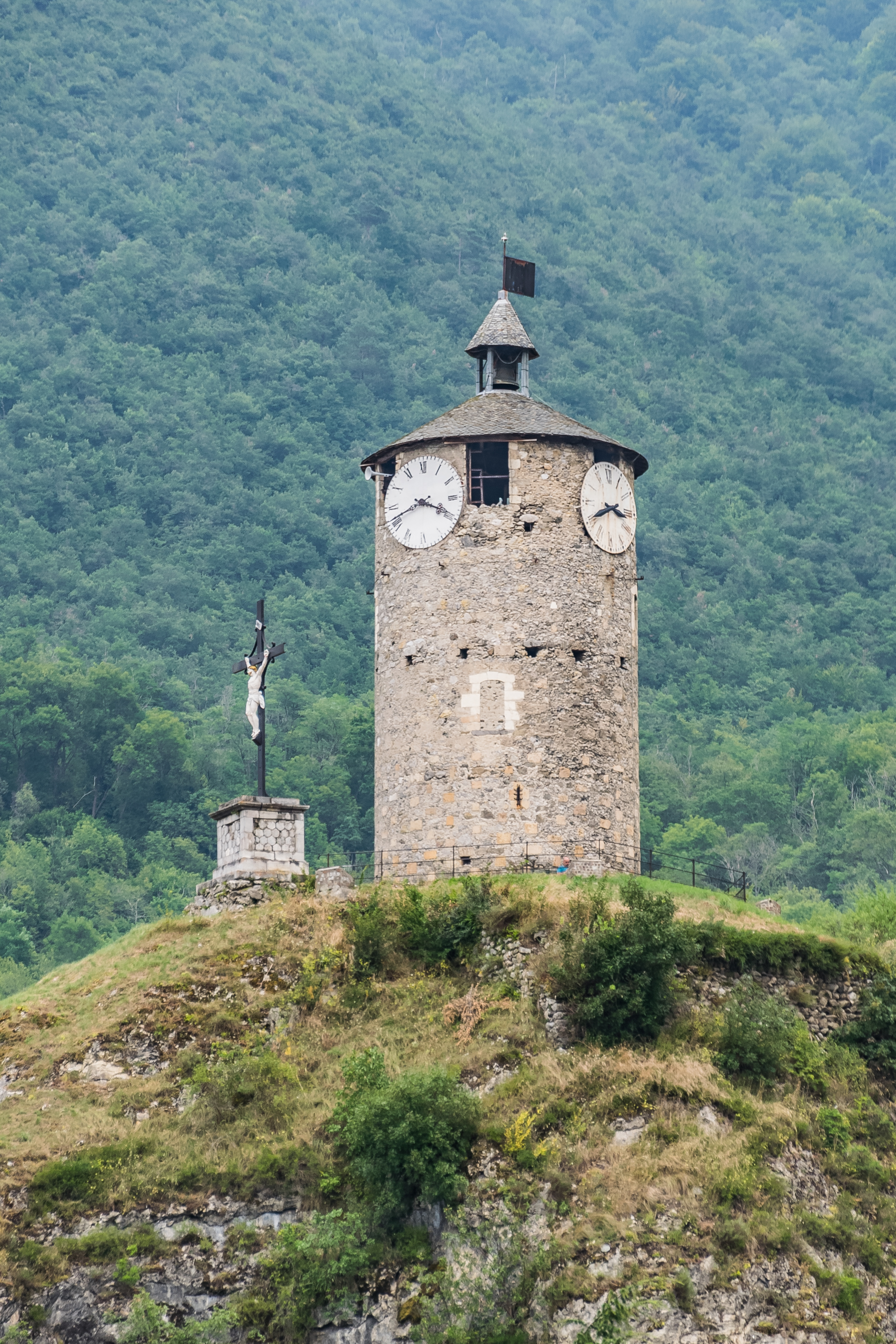
Tour du Castella
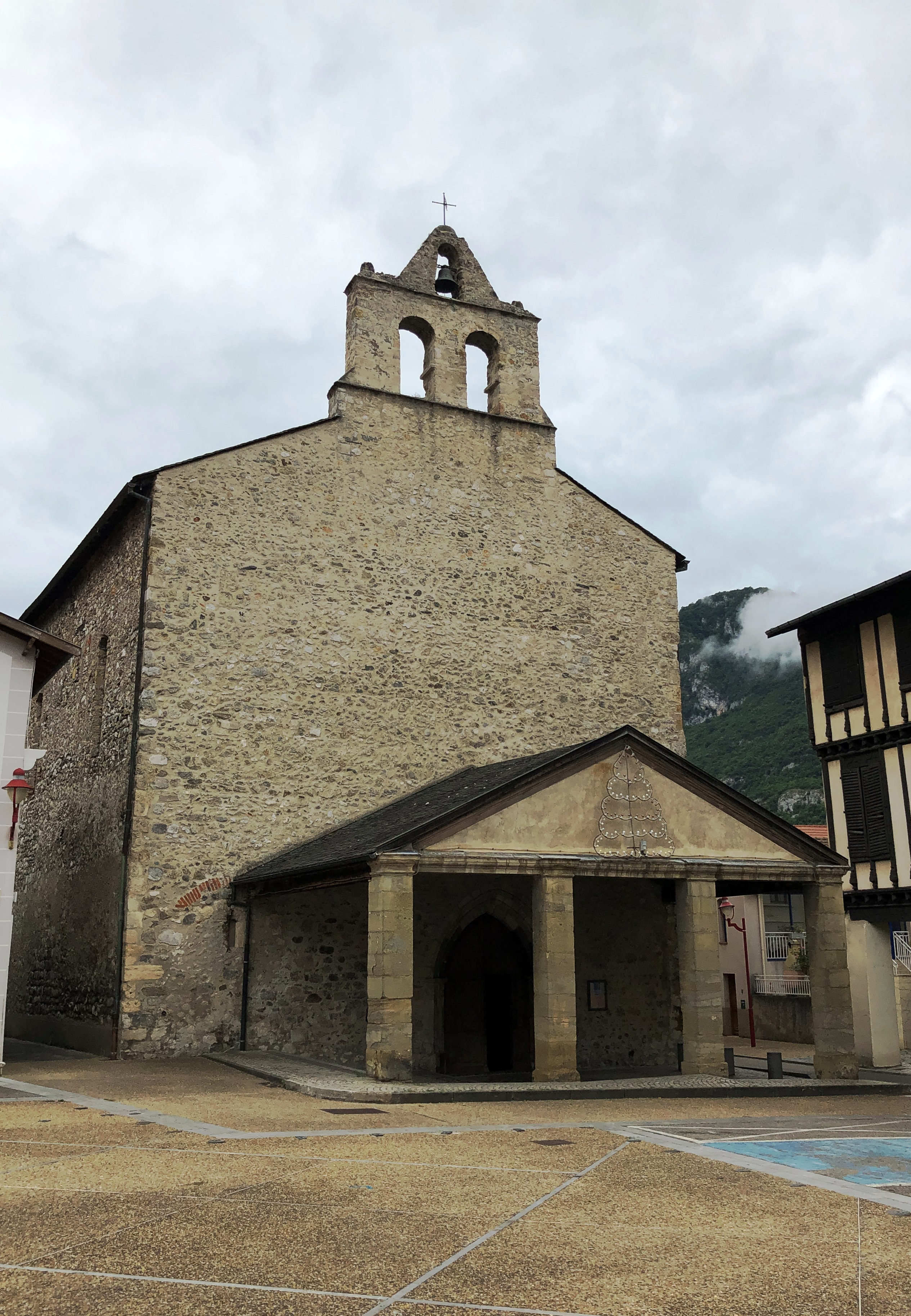
Kerk Notre-Dame de la Daurade
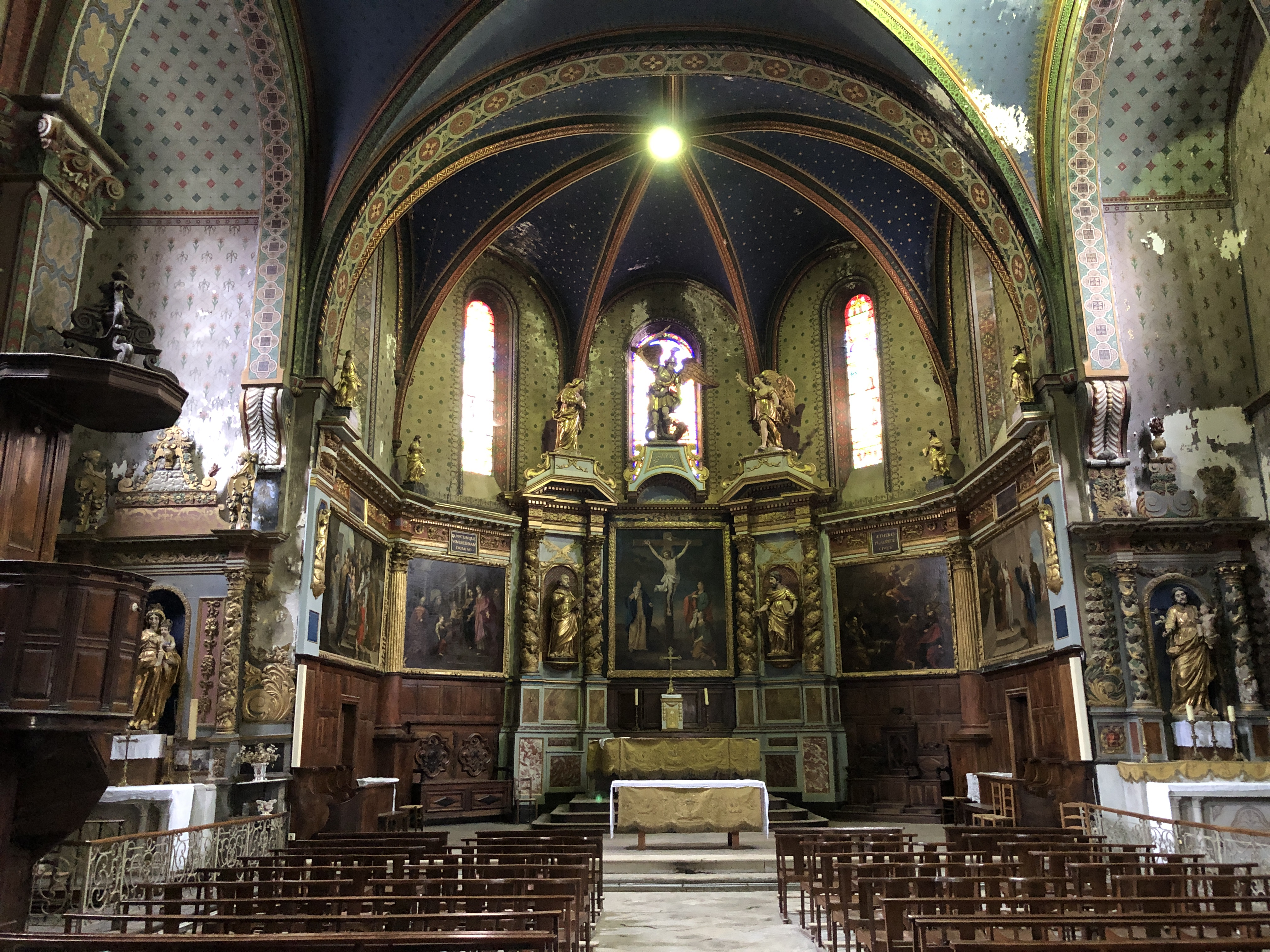
Interieur van de Notre-Dame de la Daurade
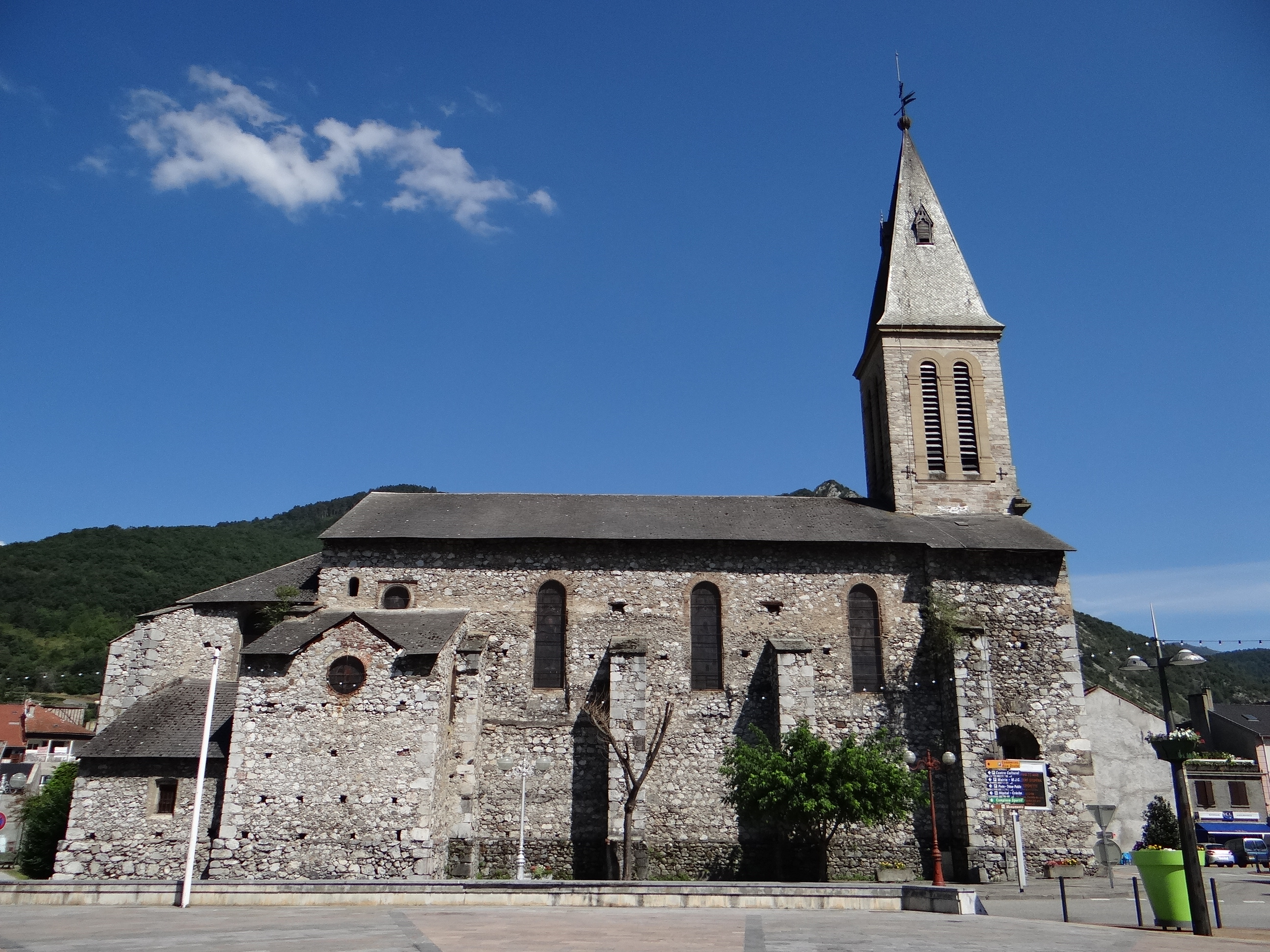
Kerk Saint-Quitterie
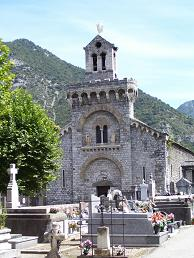
Kapel Notre-Dame de Sabart
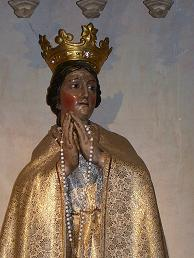
Mariabeeld in de Notre-Dame de Sabart
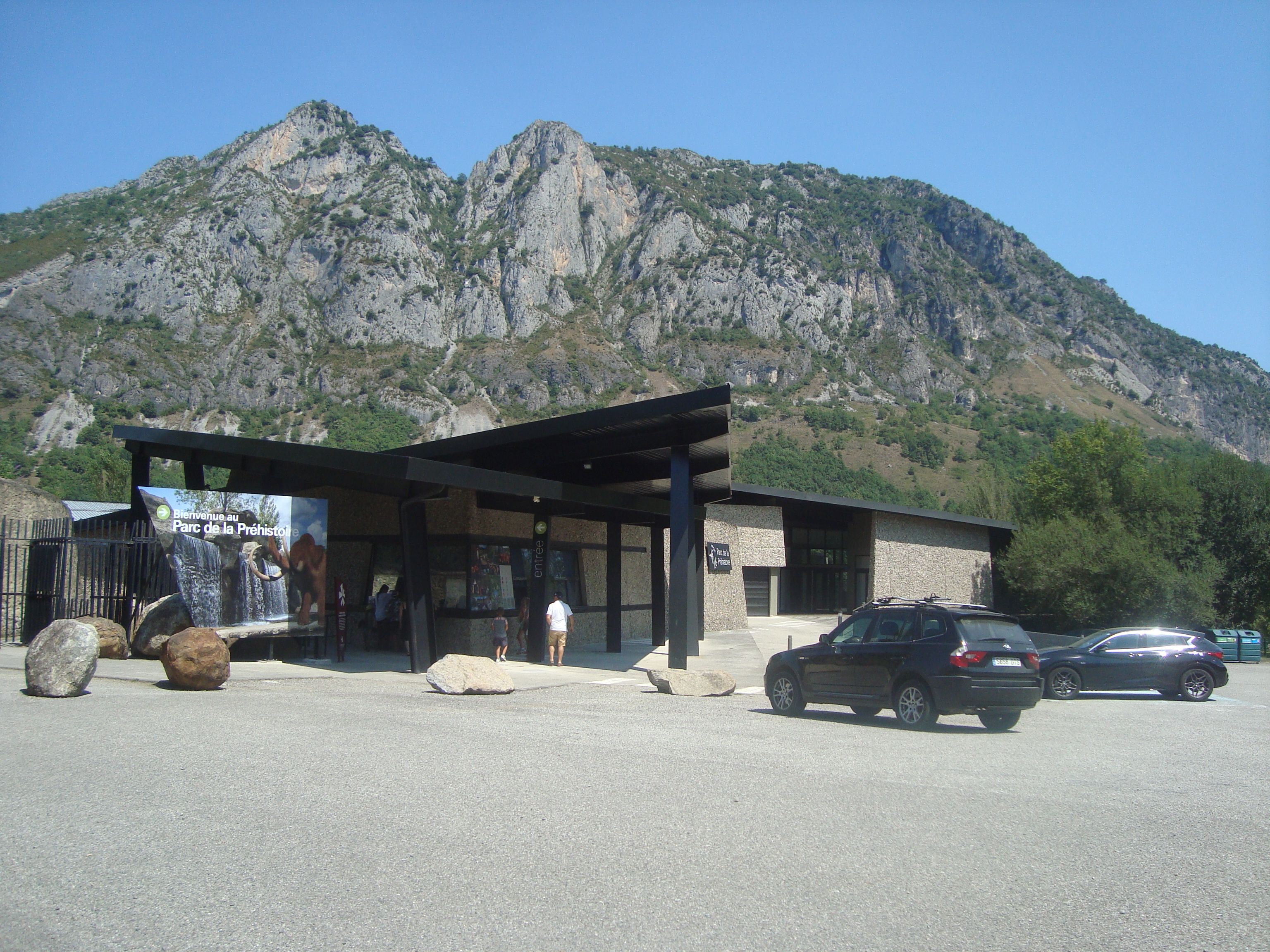
Parc pyrénéen de l'art préhistorique